# Tokushima (stad)
Tokushima (徳島市, Tokushima-shi) is de hoofdstad van de gelijknamige prefectuur  Tokushima, Japan. In 2013 telde de stad 262.566 inwoners.

## Geschiedenis
De stad werd op 1 oktober 1889 gesticht. Tijdens de Tweede Wereldoorlog werd een groot deel van Tokushima vernietigd door bommenwerpers. Op 3 juli 1945 bombardeerden Amerikaanse vliegtuigen de stad.

## Partnersteden
- Saginaw, Verenigde Staten
- Leiria, Portugal
- Dandong, China

## Geboren
- Tsukasa Shiotani (1988), voetballer
- Mitsuru Maruoka (1996), voetballer